# Christina Metallinos
Christina Metallinos (* 13. August 1990 in München) ist eine deutsche Journalistin und Moderatorin.

## Leben
Christina Metallinos ist in München geboren und im Landkreis München aufgewachsen. Als Kind moderierte sie beim Münchner Kinderradiosender Radio Maroni. Sie machte 2009 ihr Abitur in Bayern am Gymnasium Kirchheim. Nach ihrem Studium der Politik- und Kommunikationswissenschaften an der Ludwig-Maximilians-Universität absolvierte sie von 2012 bis 2014 ihre journalistische Ausbildung an der Deutschen Journalistenschule in München. Von der Hanns-Seidel-Stiftung erhielt sie ein Förderstipendium.
Danach arbeitete sie als Reporterin für das ZDF-Landesstudio Bayern und als Redakteurin und Nachrichtenpresenterin für PULS. Ab 2018 begleitete sie das Instagram-Format News-WG als Redakteurin in der Entwicklungs- und Anfangsphase. Hierfür erhielt sie gemeinsam mit dem Team unter anderem den Axel-Springer-Preis für junge Journalisten.
Parallel dazu arbeitete sie Moderatorin der Nachrichtensendungen Rundschau und Rundschau-Nacht im BR Fernsehen. Seit 2020 moderiert sie regelmäßig bei BR24live Livestreams zu Breaking News, Pressekonferenzen und Debatten auf den digitalen Kanälen von BR24. Außerdem arbeitet sie als Reporterin für die TV-Sendungen von BR24.
Mitte 2024 war Metallinos Korrespondentin im ARD-Studio in Athen.

## Auszeichnungen
- 2018: Goldener Blogger für den „Besten Instagram-Account des Jahres“[9]
- 2019: Medium Magazin Top 30 bis 30[1]
- 2019: Axel-Springer-Preis für junge Journalisten in der Kategorie „Kreative Umsetzung“[10]